# Rick Baccus
Rick Baccus, ameriški general, * 30. avgust 1952.

## Življenjepis
Leta 1974 je diplomiral iz matematike na Univerzi vzhodnega Michigana in istočasno končal ROTC ter takoj vstopil kot častnik v Kopensko vojsko ZDA. Leta 1990 je končal še MBA na Univerzi Rhode Islanda in leta 1992 še Vojnega kolidža Kopenske vojske ZDA.
V svoji vojaški karieri je med drugim bil: načelnik oddelka za načrte, operacije in vojaško podporo državnega poveljstva za Rhode Island (april 1990–avgust 1992), direktor osebja državnega poveljstva za Rhode Island (avgust 1992–junij 1996), nadzorujoči specialist za logistični menedžment in pomočnik častnika za imetje ZDA za Rhode Islanda (julij 1996–maj 1999), častnik za imetje ZDA v Biroju nacionalne garde ZDA, zadolžen za Rhode Islanda (junij 1999–marec 2001), poveljnik 43. brigade vojaške policije (marec 2001–december 2002) in poveljnik Joint Task Force 160 (marec–december 2002).
28. marca 2002 je tako prevzel poveljstvo Joint Task Force 160, pri čemer je bil istočasno poveljnik vojaške policije v Camp X-Ray (Guantanamo Bay, Kuba). V manj kot sedmih mesecih je bil odstranjen iz poveljstvo (9. oktobra 2002) v sklopu reorganizacije Camp Delta. Njegov predstojnik, generalmajor Reginald Centracchio je pozneje dejal, da je bil Baccus odstranjen, ker je izgubil zaupanje vanj v vlogi poveljnika. Baccus je sam zanikal Centracchiotove trditve in da je bil odstranjen, ker je nasprotoval načinu zasliševanja ujetnikov. 

## Odlikovanja
- Defense Superior Service Medal
- Meritorious Service Medal (4x)
- Army Commendation Medal (4x)
- Army Achievement Medal (2x)
- Army Reserve Component Achievement Medal (6x)
- National Defense Service Medal (2x)
- Global War on Terrorism Expeditionary Medal
- Global War on Terrorism Service Medal
- Armed Forces Reserve Medal (z srebrno peščeno uro in M)
- Army Service Ribbon
- Army Reserve Components Overseas Training Ribbon
- Rhode Island Star (3x)
- Rhode Island Commendation Medal
- Rhode Island Defense Service Medal
- Rhode Island National Guard Service Medal
- Expert Infantryman Badge
- Master Parachutist Badge
- Pathfinder Badge
- ARNG Recruiter Badge
- German Parachutist Badge (bronasti)
- Ranger Tab
- Special Forces Tab[5]